# Nicolas Raskin
Nicolas Raskin (Luik, 23 februari 2001) is een Belgisch voetballer die als middenvelder speelt. Hij komt momenteel uit voor de Schotse eersteklasser Rangers Football Club. Raskin debuteerde in 2025 in het Belgisch voetbalelftal.

## Clubcarrière

### Jeugd
Raskin begon te voetballen bij de jeugd van Stade Waremmien. Van 2008 tot 2015 speelde hij in de jeugdopleidingen van Standard Luik. Daarna bracht hij twee jaar door bij Anderlecht,  waar hij echter geen kansen van René Weiler – een coach die niet met jonge talenten werkt – kreeg. Hierdoor vertrok hij in 2017 naar Gent.

### KAA Gent
Op 26 mei 2017 ondertekende Raskin een contract voor drie seizoenen bij KAA Gent. Hij debuteerde op 10 februari 2018 onder trainer Yves Vanderhaeghe met een invalbeurt in een thuiswedstrijd tegen Sint-Truiden (eindstand 3-0), twee weken voor zijn zeventiende verjaardag. Daarmee werd hij de eerste speler geboren in de 21ste eeuw die aantrad in de hoogste Belgische voetbalklasse.

### Standard Luik
In de winter van 2019 mocht Raskin niet mee op winterstage met KAA Gent, hij was er op een zijspoor beland. Raskin keerde terug naar Standard Luik, waar hij in de jeugd ook al actief was. In het seizoen 2019/20 kreeg Raskin onder trainer Michel Preud'homme een handvol speelkansen. In de thuiswedstrijd tegen Club Brugge mocht hij voor het eerst starten in de basis, na 66 minuten werd hij gewisseld voor Maxime Lestienne. In het seizoen 2020/21 werd de Fransman Philippe Montanier de nieuwe coach van Standard, Raskin wist hem in de voorbereiding te overtuigen van zijn kwaliteiten waardoor hij dat seizoen een basisplaats wist te bemachtigen. Op 4 oktober 2020 scoorde hij in de Waalse derby tegen Sporting Charleroi zijn eerste doelpunt in zijn profcarrière. Raskin had met deze goal een belangrijk aandeel in de 1-2 overwinning van zijn club.
Eind 2022 geraakte Raskin in onmin met het bestuur wegens aanslepende onderhandelingen over de verlenging van zijn contract dat medio 2023 afliep. De middenvelder werd naar de B-kern verwezen en Standard zocht hem in de wintermercato verkopen om nog een transfersom te bekomen.

### Rangers FC
In januari 2023 tekende hij een contract bij het Schotse Rangers Football Club. Standard ontving een transfersom van 1,5 miljoen euro. Raskin groeide er uit tot een vaste waarde op het middenveld.

## Statistieken
| Seizoen         | Club            | Land               | Competitie              | Competitie | Competitie | Beker | Beker | Internationaal | Internationaal | Totaal | Totaal |
| Seizoen         | Club            | Land               | Competitie              | Wed.       | Dlp.       | Wed.  | Dlp.  | Wed.           | Dlp.           | Wed.   | Dlp.   |
| --------------- | --------------- | ------------------ | ----------------------- | ---------- | ---------- | ----- | ----- | -------------- | -------------- | ------ | ------ |
| 2017/18         | KAA Gent        | Vlag van België    | Jupiler Pro League      | 1          | 0          | 0     | 0     | 0              | 0              | 1      | 0      |
| 2018/19         | KAA Gent        | Vlag van België    | Jupiler Pro League      | 0          | 0          | 0     | 0     | 0              | 0              | 0      | 0      |
| 2018/19         | Standard Luik   | Vlag van België    | Jupiler Pro League      | 0          | 0          | 0     | 0     | 0              | 0              | 0      | 0      |
| 2019/20         | Standard Luik   | Vlag van België    | Jupiler Pro League      | 3          | 0          | 1     | 0     | 0              | 0              | 4      | 0      |
| 2020/21         | Standard Luik   | Vlag van België    | Jupiler Pro League      | 32         | 2          | 5     | 0     | 6              | 1              | 43     | 3      |
| 2021/22         | Standard Luik   | Vlag van België    | Jupiler Pro League      | 29         | 1          | 2     | 0     | —              | —              | 31     | 1      |
| 2022/23         | Standard Luik   | Vlag van België    | Jupiler Pro League      | 17         | 1          | 1     | 0     | —              | —              | 18     | 1      |
| 2022/23         | Rangers FC      | Vlag van Schotland | Scottish Premier League | 0          | 0          | 0     | 0     | 0              | 0              | 0      | 0      |
| Carrière totaal | Carrière totaal | Carrière totaal    | Carrière totaal         | 82         | 4          | 9     | 0     | 6              | 1              | 97     | 5      |

Bijgewerkt op 3 februari 2023.

## Interlandcarrière
Raskin speelde voor de Belgische nationale jeugdteams bij de U15, de U16 en de U17. Op het EK voetbal onder 17 in 2018 bereikte België met Raskin als kapitein de halve finales, waar ze de duimen moesten leggen tegen Italië. Sinds september 2019 maakt Raskin deel uit van de U19 lichting van België die anno 2020 geleid worden door Wesley Sonck.
In maart 2025 werd Nicolas Raskin door kersvers bondscoach Rudi Garcia opgenomen in de nationale selectie van België voor de Nations League-barrages tegen Oekraïne. Ook Bryan Heynen, Jorthy Mokio en Senne Lammens behoorden voor het eerst tot de selectie. Op 20 maart debuteerde hij. Hij mocht in de 80e minuut invallen voor Koni De Winter. De 3-1 eindstand stond toen al op het scherm. Ook Mokio maakte in deze wedstrijd zijn debuut. Drie dagen later mocht hij in de terugwedstrijd tegen Oekraïne starten. De Rode Duivels wonnen met 3-0 waardoor België in de A-divisie van de Nations League mocht blijven.

### Interlands
| Interlands van Nicolas Raskin voor België | Interlands van Nicolas Raskin voor België | Interlands van Nicolas Raskin voor België | Interlands van Nicolas Raskin voor België | Interlands van Nicolas Raskin voor België | Interlands van Nicolas Raskin voor België |
| Als speler bij Rangers FC                 | Als speler bij Rangers FC                 | Als speler bij Rangers FC                 | Als speler bij Rangers FC                 | Als speler bij Rangers FC                 | Als speler bij Rangers FC                 |
| No.                                       | Datum                                     | Wedstrijd                                 | Uitslag                                   | Soort Wedstrijd                           | Doelpunten                                |
| ----------------------------------------- | ----------------------------------------- | ----------------------------------------- | ----------------------------------------- | ----------------------------------------- | ----------------------------------------- |
| 1.                                        | 20 maart 2025                             | Oekraïne – België                         | 3 – 1                                     | UEFA Nations League 2024/25 barrages      | -                                         |
| 2.                                        | 23 maart 2025                             | België – Oekraïne                         | 3 – 0                                     | UEFA Nations League 2024/25 barrages      | -                                         |
| 3.                                        | 6 juni 2025                               | Noord-Macedonië - België                  | 1 – 1                                     | Kwalificatie WK 2026                      | -                                         |
| 4.                                        | 9 juni 2025                               | België – Wales                            | 4 – 3                                     | Kwalificatie WK 2026                      | -                                         |
| Totaal                                    | Totaal                                    | Totaal                                    | Totaal                                    | Totaal                                    | 0                                         |

Bijgewerkt t/m 9 juni 2025.